# Smith & Wesson M&P10
Smith & Wesson M&P10 модифікована версія від компанії Smith & Wesson штурмової гвинтівки AR-10.

## Конструкція
Серія гвинтівок M&P10 базується на штурмовій гвинтівці AR-10. Smith & Wesson пропонує самозарядні гвинтівки M&P10 у різних конфігураціях, адаптованих до конкретних застосувань і стилям стрільби. Стандартна модель має шестипозиційний телескопічний приклад, сталевий ствол 4140, алюмінієву ствольну коробку 7075 T6 і чорне анодоване покриття.

## Варіанти
У 2013 році до лінійки M&P10 було додано калібр .308 Winchester.
Представлена у 2013 році на виставці SHOT Show, гвинтівка має кілька варіантів; M&P10 (CA Compliant), M&P10 (Compliant) та M&P10 CAMO. Усі вони розроблені під набій .308 Winchester.
- M&P10 CA Compliant: має так звану кнопку California Bullet, що відповідає законам штату Каліфорнія для продажу цивільної зброї.[3]
- M&P10 Compliant: оснащена фіксованим подовженим прикладом і гладкоствольним стволом, завдяки чому він підходить для продажу цивільним особам в штаті Меріленд, Нью-Джерсі та Нью-Йорк. Її продавали у штаті Массачусетс, поки генеральний прокурор Мора Гілі не видав односторонню заборону на її продаж та всі гвинтівки типу AR.[4]
- M&P10 CAMO: має гвинтівковий приклад Magpul Original Equipment та мисливський камуфляж на ствольній коробці, цівці та пістолетному руків'ї.[5]